# Pasivni otpor
Pasivni otpor je oblik prosvjeda od strane pojedinaca ili velikih skupina ljudi. Pokazatelj je da oni ne slijede upute, ili naredbe, ili to čine na način koji ne odgovara stvarnoj svrsi. 
Građanski neposluh se razlikuje po time da se zalaže za aktivni otpor (iziskuje neki čin ili negativnu izjavu).
Primjerice opći štrajk glađu može biti oblik otpora.

## Pasivni pokreti otpora tijekom Drugog svjetskog rata
Pokret otpora građana tijekom Drugog svjetskog rata na područjima pod okupacijom nacističke Njemačke i fašističke Italije, te njihovih saveznika u skandinavskim državama i zemljama Beneluksa, barem do 1943., uglavnom bio pasivan. 